# Gerson Sheotahul
Gerson Sharif Sheotahul (Amsterdam, 19 april 1987) is een Nederlands voormalig profvoetballer van Curaçaos-Surinaamse komaf die als aanvaller speelde.

## Carrière
Sheotahul speelde achtereenvolgens voor de Amsterdamse amateurclubs RKSV DCG en AFC, alvorens hij werd opgemerkt door FC Volendam en in de jeugdopleiding van de betaaldvoetbalclub werd opgenomen. Hij debuteerde in de hoofdmacht op 15 december 2006 in een met 1-0 verloren uitwedstrijd tegen MVV, waar hij na 66 minuten inviel voor Michiel Hemmen.
Sheotahul brak door in het seizoen 2008/2009. Met FC Volendam kwam hij na het kampioenschap in de eerste divisie van 2007/2008 uit in de Nederlandse eredivisie. Dat seizoen begon moeizaam voor zowel Sheotahul als de club, maar na een aantal maanden wist Volendam de harten van velen te veroveren met opportunistisch, aantrekkelijk en aanvallend voetbal. Daarin was Sheotahul samen met Melvin Platje een belangrijke pijler in het elftal van Frans Adelaar. Toch degradeerde FC Volendam. Sheotahuls spel leverde hem aan het einde van het seizoen de belangstelling op van onder meer NAC Breda. Concreet werden de Bredanaren niet, zodat Sheotahul het nieuwe seizoen begon in de eerste divisie.
Op 20 augustus 2009 werd de belangstelling van eredivisionist Willem II wel concreet. Aan het begin van de avond kwamen FC Volendam en de Tricolores tot een akkoord. Zijn komst werd gefinancierd door externe financiers en was de eerste transactie van de nieuwe technische directeur Henri van der Vegt. Op donderdag was de transfer rond, op vrijdag werd Sheotahul medisch gekeurd en op zaterdag maakte hij zijn debuut in de thuiswedstrijd tegen Heracles Almelo (0-1 nederlaag). Pas in de uitwedstrijd tegen hetzelfde Heracles Almelo maakte Sheotahul zijn eerste treffer voor Willem II. In zijn 22e competitiewedstrijd scoorde hij de twee Tilburgse treffers in de 3-2 uitnederlaag.
In het seizoen 2011/12 werd hij verhuurd aan Telstar waarna hij op amateurbasis bij Telstar bleef. Per 1 januari 2013 speelde hij bij het Griekse Iraklis Psachna in de Griekse Tweede Divisie. Vanaf januari 2014 kwam hij voor enkele maanden weer uit voor FC Volendam. 
In het seizoen 2015/16 kwam Sheotahul uit voor de amateurvereniging VV IJsselmeervogels, nadat hij in het seizoen daarvoor al een korte tijd stage had gelopen.